# Holm (Pinneberg)
|  | Per a altres significats, vegeu «Holm». |

Holm, en baix alemany Hollen o Holm bi Moorreeg, és un municipi de l'estat de Slesvig-Holstein que a la fi del 2013 tenia uns 3312 habitants. Fa part de l'amt de Moorrege.

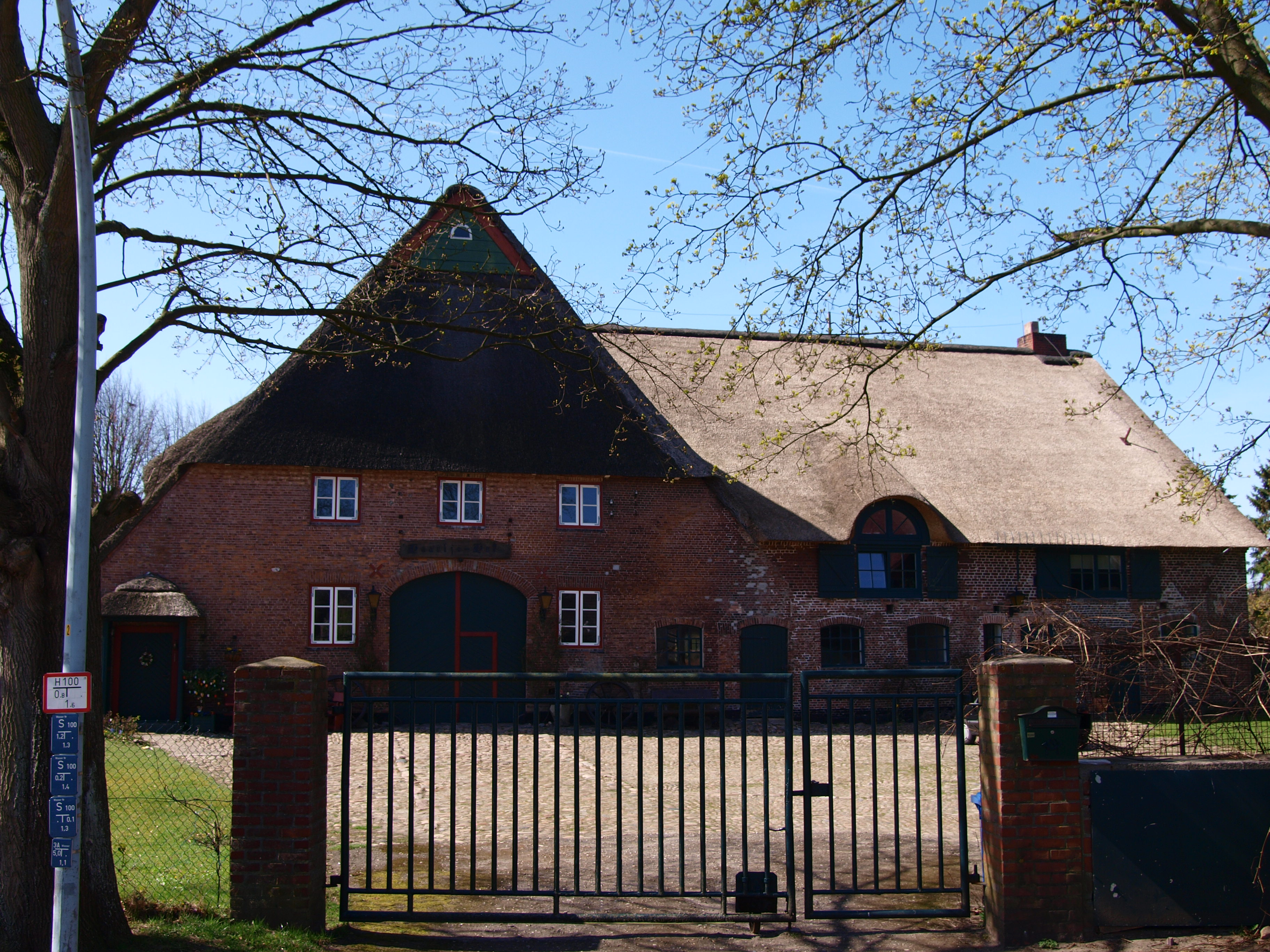
Masia Haartjenhoff (monument llistat)

Holm és a cavall entre el maresme de l'Elba i el geest al parc natural del Holmer Sandberge (= dunes de Holm). És regat pels rius Sauerbek, Lanner i Bullenfluss que desemboca al Hetlinger Binnenelbe (Elba interior de Hetlingen). Es troba a la històrica ruta comercial de l'Ossenweg, tot just abans de l'antic pont transbordador que feia la connexió entre Hetlingen i l'actual Baixa Saxònia. Els primers esments escrits Holne, Hollen o Holling daten del segle xiii.
Llocs d'interès
- El parc natural de les dunes Holmer Sandberge
- El museu de la història local Heimatmuseum, establert en una vella granja restaurada, que té entre d'altres un taller de sabater, una cuina, un magatzem general, mobiliari d'escola i una rica col·lecció de documents sobre l'escola del poble creada el 1708.[2]

Persones
Hans Schmidt-Isserstedt (1900-1973), director d'orquestra, mort a Holm